# 茲溫基
50°5′47″N 26°26′8″E / 50.09639°N 26.43556°E
茲溫基（烏克蘭語：Дзвінки），是烏克蘭西部的村莊，隸屬赫梅利尼茨基州的舍佩蒂夫卡區。該村始建於1480年，面積0.12平方公里，2001年人口143，人口密度每平方公里1,201.68人。